# Apanteles apidanus
Apanteles apidanus är en stekelart som beskrevs av Nixon 1965. Apanteles apidanus ingår i släktet Apanteles och familjen bracksteklar. Inga underarter finns listade i Catalogue of Life.